# Вершино-Рыбинский сельсовет
Вершино-Рыбинский сельсовет - сельское поселение в Партизанском районе Красноярского края.
Административный центр — село Вершино-Рыбное.

## История
Статус и границы сельского поселения установлены Законом Красноярского края от 18 февраля 2005 года № 13-3046 «Об установлении границ и наделении соответствующим статусом муниципального образования Партизанский район и находящихся в его границах иных муниципальных образований»

## Население
| 2010 | 2012  | 2013  | 2014  | 2015  | 2016  | 2017  |
| ---- | ----- | ----- | ----- | ----- | ----- | ----- |
| 1378 | ↘1355 | ↘1346 | ↘1318 | ↘1299 | ↘1265 | ↘1253 |

## Состав сельского поселения
В состав сельского поселения входят 5 населённых пунктов:
| № | Населённый пункт        | Тип населённого пункта       | Население |
| - | ----------------------- | ---------------------------- | --------- |
| 1 | Аргаза                  | деревня                      | 41        |
| 2 | Вершино-Рыбное          | село, административный центр | 761       |
| 3 | Посёлок имени Кравченко | посёлок                      | 69        |
| 4 | Новопокровка            | деревня                      | 149       |
| 5 | Солонечно-Талое         | деревня                      | 358       |

## Местное самоуправление
Вершино-Рыбинский сельский Совет депутатов
Дата избрания: 14.03.2010. Срок полномочий: 5 лет. Количество депутатов: 11
Глава муниципального образования
- Попов Евгений Геннадьевич. Дата избрания: 23 июня 2015 г. Срок полномочий: 5 лет